# Дайнингер, Беата
Беата Дайнингер (нем. Beate Deininger, род. 24 января 1964, Франкфурт-на-Майне, Гессен) — немецкая хоккеистка (хоккей на траве), защитник и полузащитник. Серебряный призёр летних Олимпийских игр 1984 года, бронзовый призёр чемпионата Европы 1984 года.

## Биография
Беата Дайнингер родилась 24 января 1964 года в западногерманском городе Франкфурт-на-Майне.
Играла в хоккей на траве за «Айнтрахт» из Франкфурта-на-Майне. В 1991 году в его составе выиграла чемпионат Германии.
В 1984 году завоевала бронзовую медаль чемпионата Европы в Лилле.
В том же году вошла в состав женской сборной ФРГ по хоккею на траве на летних Олимпийских играх в Лос-Анджелесе и завоевала серебряную медаль. Играла в поле, провела 1 матч, мячей не забивала.
Дважды выигрывала золотые медали чемпионата Европы по индорхоккею: в 1984 году в Лондоне и в 1987 году в Бад-Нойенар-Арвайлере.
В 1982—1988 годах провела за сборную ФРГ 56 матчей (46 на открытых полях, 10 в помещении). Будучи полузащитником, в национальной команде часто играла в обороне.
С 1984 года работала воспитателем детского сада в пригороде Франкфурта-на-Майне Нидеррад. Также была тренером по хоккею на траве в «Айнтрахте».